# Elias Fausto
Elias Fausto é um município brasileiro do estado de São Paulo. Sua população estimada em 2024 pelo IBGE era de 18.103 habitantes. O município é formado pela sede e pelo distrito de Cardeal. A cidade faz parte da Região Metropolitana de Piracicaba.

## História

### Origem
A história de Elias Fausto tem início na estação ferroviária da Cia. Ytuana, a qual deu origem à vila que mais tarde se tornou município com o mesmo nome.

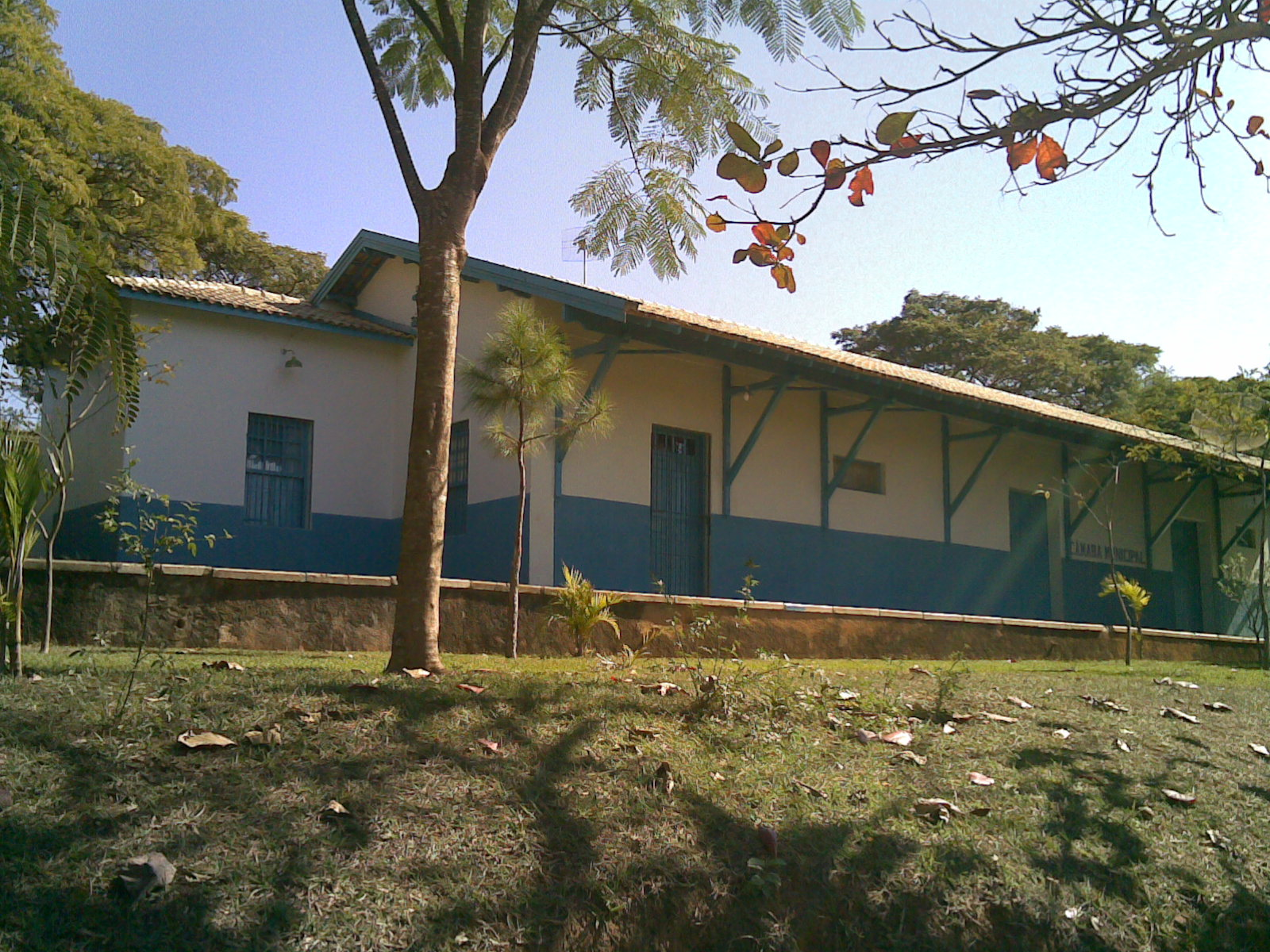
Antiga estação ferroviária.

O nome original da estação foi Monte Mor, pois embora distante desta vila estava na época localizada no município. O problema do nome da estação causava demora na entrega da correspondência para o bairro da estação. Moradores do local da estação, que ficava no bairro de São José das Palmeiras, reivindicavam então que o nome fosse alterado para o deste bairro.
Recebeu o novo nome somente em 1900, como uma homenagem ao então Diretor-Superintendente da Ytuana, o Dr. Elias Fausto Pacheco Jordão.

### Luta pela emancipação
Em 1943 os moradores de Elias Fausto já pensavam na emancipação do distrito. Com o desenvolvimento e a chegada de algumas indústrias, aliados à fecundidade de suas terras, os elias-faustenses passaram a sonhar com a emancipação para seguir o seu próprio caminho.
Formou-se uma comissão para tratar deste assunto e reuniões aconteceram, como também comícios, viagens para a Capital e contatos com autoridades, e nesse trabalho um nome destacou-se. Foi o de Osvaldo Maluf, comerciante, capitalista, que cedeu horas do seu trabalho por essa causa. Pela sua luta podemos chamá-lo de “Pai do Município”.
Sua emancipação político-administrativa ocorreu em 30 de novembro de 1944, através do Decreto nº 14.334, assinado pelo interventor do Estado Dr. Fernando Costa.

### Formação territorial-administrativa
Histórico da formação do município:
- Distrito criado no município de Monte Mor pela Lei nº 2.071, de 03/11/1925.
- Município criado com território desmembrado dos municípios de Monte Mor, Capivari e Salto, pelo Decreto-Lei nº 14.334, de 30/11/1944.

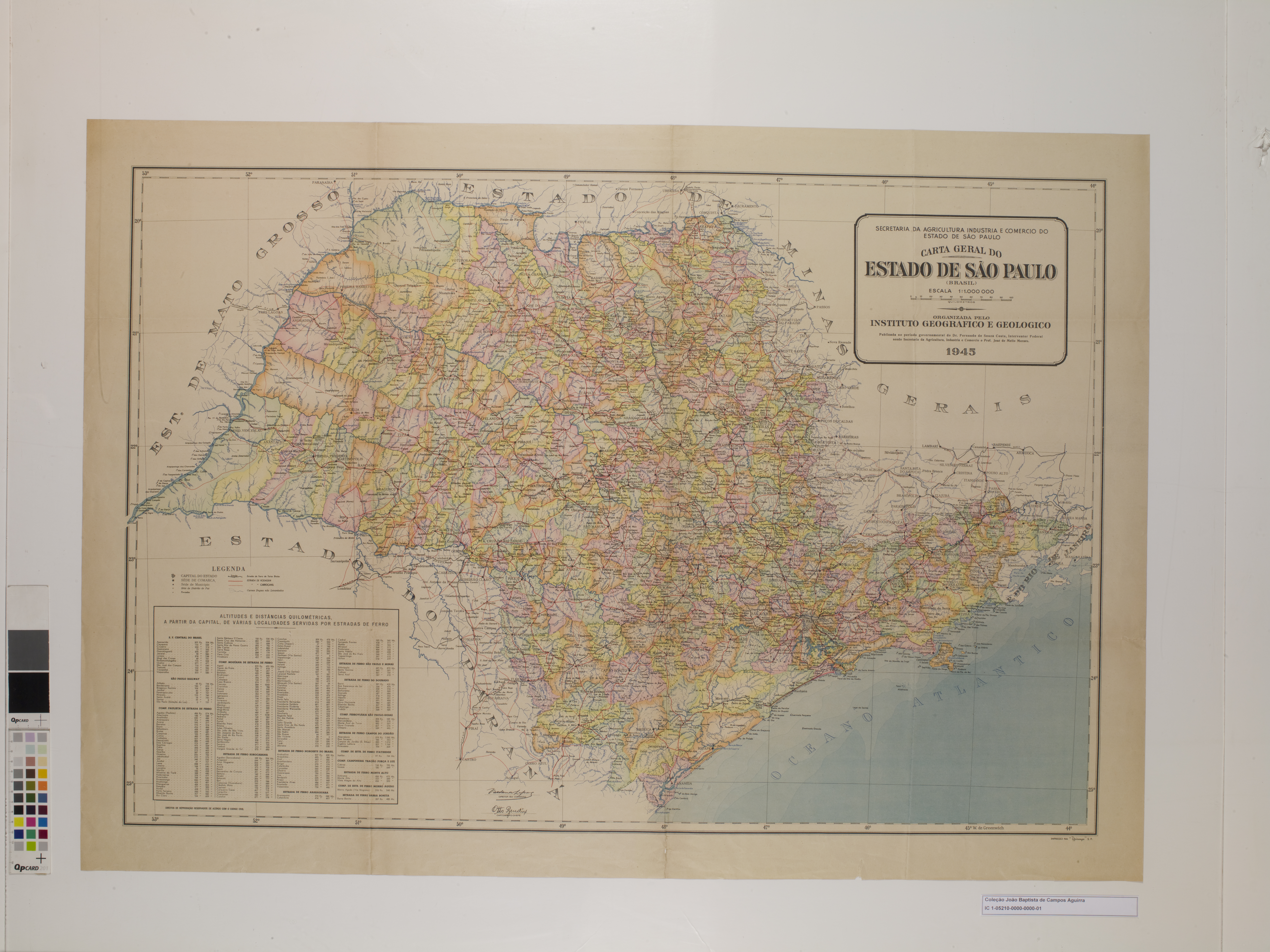
Estado de São Paulo (1944).

## Geografia

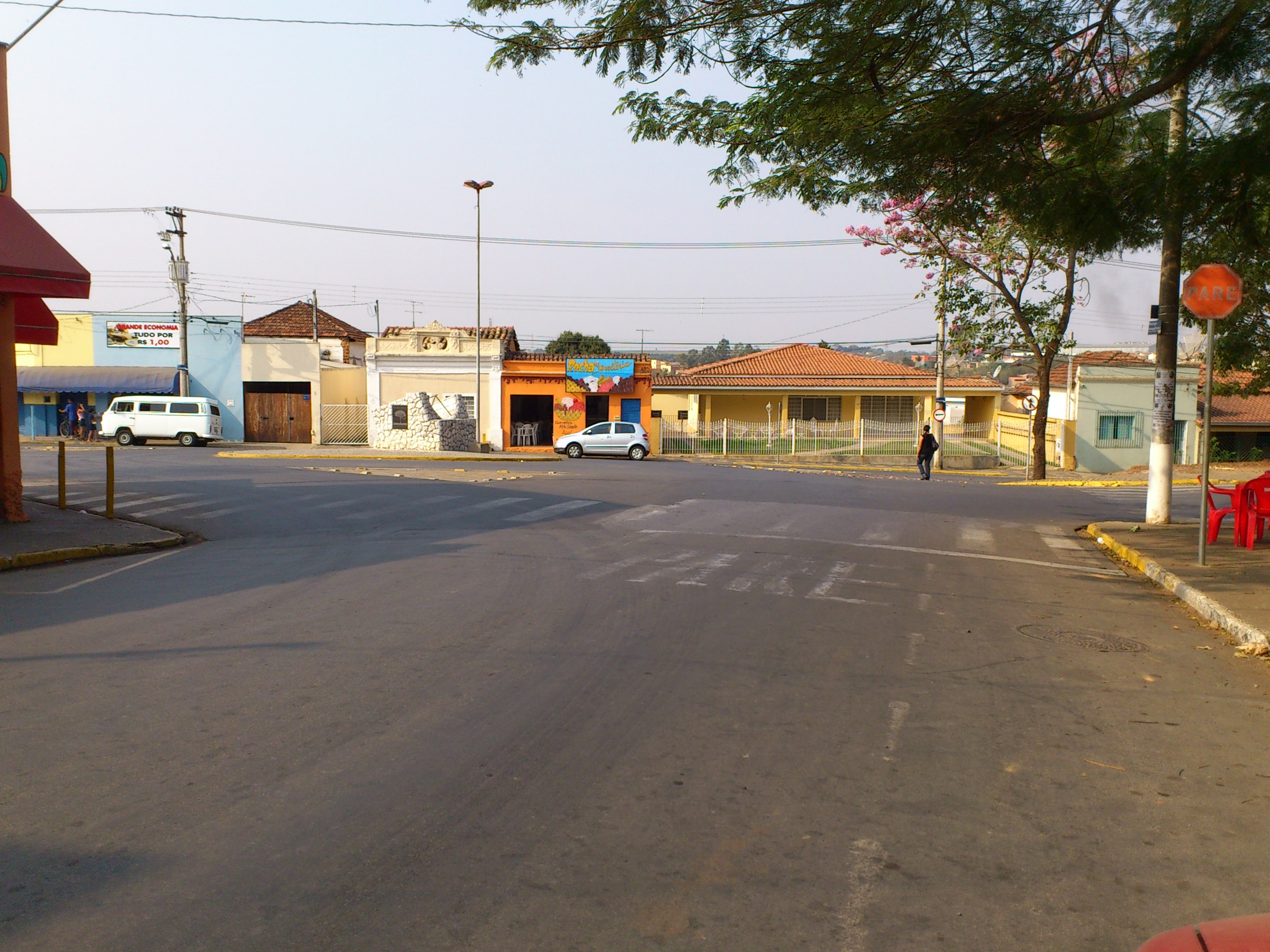
Aspecto da cidade.

Localiza-se a uma latitude 23º02'34" sul e a uma longitude 47º22'26" oeste, estando a uma altitude de 605 metros.

### Hidrografia
- Rio Tietê
- Rio Capivari

### Rodovias
- SP-101
- SP-308

## Demografia

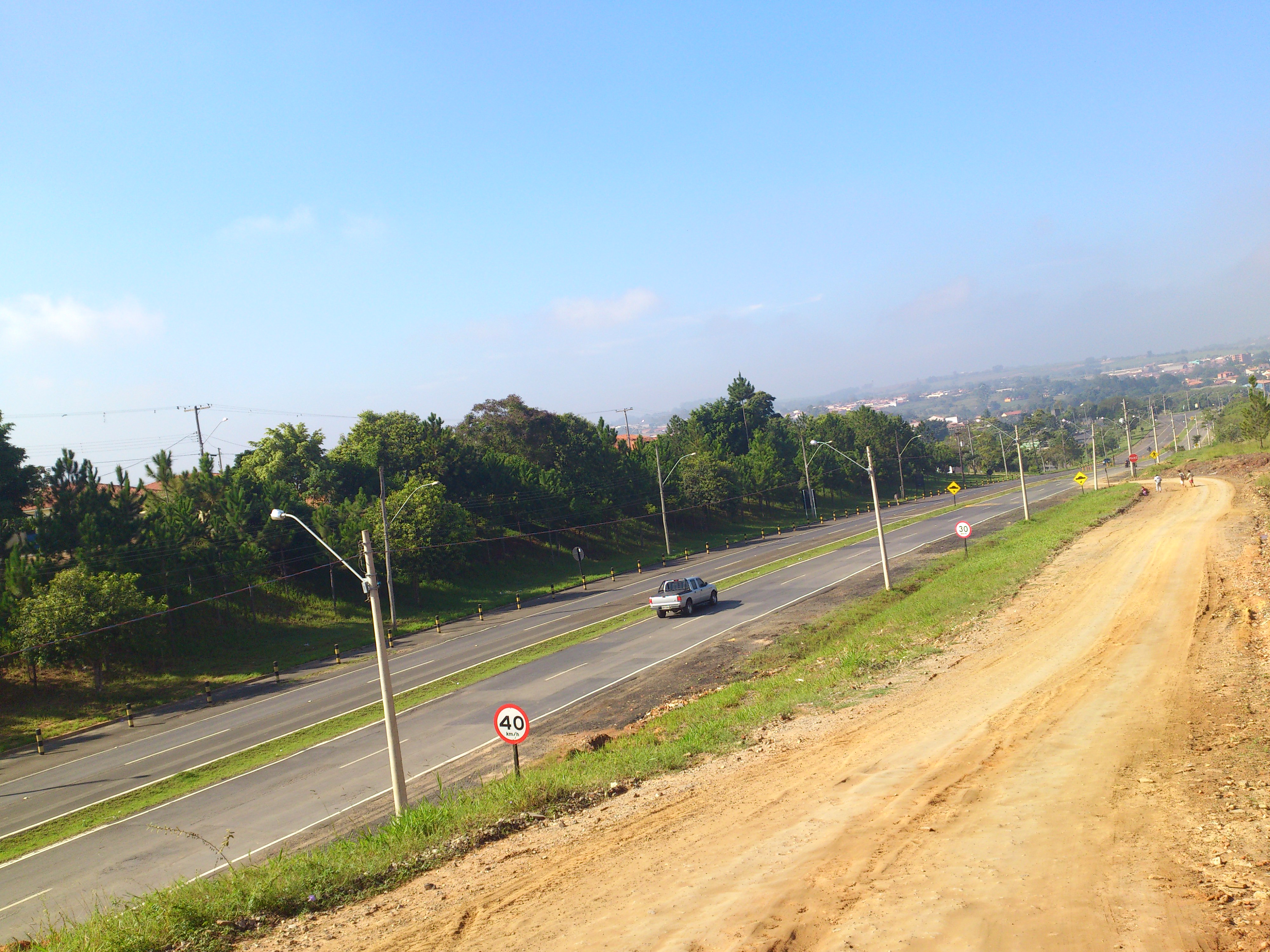
Vista de Elias Fausto.

### População
| Crescimento populacional                             | Crescimento populacional | Crescimento populacional | Crescimento populacional |
| Ano                                                  | População Total          |                          | %±                       |
| ---------------------------------------------------- | ------------------------ | ------------------------ | ------------------------ |
| 1946                                                 | 4 073                    |                          | —                        |
| 1950                                                 | 5 120                    |                          | 25,7%                    |
| 1958                                                 | 5 162                    |                          | 0,8%                     |
| 1960                                                 | 5 681                    |                          | 10,1%                    |
| 1970                                                 | 6 151                    |                          | 8,3%                     |
| 1980                                                 | 8 293                    |                          | 34,8%                    |
| 1991                                                 | 11 632                   |                          | 40,3%                    |
| 2000                                                 | 13 888                   |                          | 19,4%                    |
| 2010                                                 | 15 775                   |                          | 13,6%                    |
| 2022                                                 | 17 699                   |                          | 12,2%                    |
| Est. 2024                                            | 18 103                   | [ 11 ]                   | 2,3%                     |
| Fontes: Censos Demográficos IBGE e Estimativas SEADE |                          |                          |                          |

## Política e administração

### Prefeitos
Lista de prefeito da cidade:
- Lupércio Guedes Pinto (1948 a 1951)
- Antônio de Campos Bicudo (1952 a 1955)
- Thomé Ruffolo (1956 a 1959)
- Thomé Ruffolo (1960 a 1963)
- Alfredo Barrera (1964 a 1968)
- João Guedes Pinto Júnior (1969 a 1972)
- Messias Anibal Haddad (1973 a 1975) e José Milani ( 1976)
- Afonso Bérgamo (1977 a 1982)
- Carlos Ernesto Magnussom (1983 a 1988)
- Salvador Bicudo (1989 a 1992)
- Carlos Ernesto Magnussom ( 1993 a 1996)
- Laércio Betarelli (Dude) (1997 a 2000)
- Rui Thoni (2001 a 2004)
- Laércio Betarelli (Dude) (2005 a 2008)
- Cyro da Silva Maia (2009 a 2012)
- Laércio Betarelli (Dude) (2013 a 2015)
- Tato Bicudo (2016)
- Maurício Baroni Bernardinetti (2017 a 2024)
- Tato Bicudo (2025 a 2028)

### Símbolos do município

#### Descrição do Brasão
Brasão do Município de Elias Fausto: "Escudo português, cortado. No chefe, em blau, uma águia estendida de prata, voltada para a destra, e sobreposta também a três faixas respectivamente de goles, prata e sable. Em ponta, partida, à dextra duas palmeiras em cor natural em campo de ouro e a sinistra, em campo de sinople uma locomotiva de sable. Unindo os campos, um monte de sable. Coroa mural lavrada, de ouro, malhada de sable. Um ramo de algodão à destra e um feixe de cana à sinistra, em sua cor natural, e assentêa sobre o listel, servem de suporte ao escudo. No listel, de goles, a divisa DEO JUVENTUDE de ouro".

#### Simbologia do Brasão
O escudo português, tradicionalmente usado no Brasil, lembra a nossa tradição lusa. O verde, amarelo e o azul representam as cores oficiais da Pátria Brasileira, reproduzida de sua Bandeira. O preto, prata e vermelho são as cores oficiais da Bandeira Paulista, e entrosadas nas cores brasileiras significam a sua dependência e o seu entrosamento no seio da Pátria Brasileira.
A águia, estendida e voltada para a direita é o símbolo do Poder e Autoridade, e uma homenagem constante dos eliasfaustenses ao Poder Constituído da Pátria. As palmeiras lembram o nome primitivo do povoado, São José das Palmeiras, e a locomotiva lembra, ao mesmo tempo o progresso que adveio ao povoado com a chegada dos trilhos da Estrada de Ferro e também re...   
O monte, ligando os campos onde estão as palmeiras e a locomotiva, lembra o nome transitório que teve o povoado conforme está na história do Município: - Em 1875, no km 173 da Estrada de Ferro Sorocabana, Ramal de Piracicaba, foi instalado no Município de Monte Mor a estação do mesmo nome". Os suportes de algodão e cana lembram as tradicionais lavouras de Elias Fausto. A coroa mural de ouro, envolvendo o Brasão, é o símbolo universal de emancipação política municipal.
A divisa DEO JUVANTE, que quer dizer "COM A AJUDA DE DEUS", lembra os propósitos da população do Município de sempre manterem os seus passos e sua vida voltados para o Criador, ao mesmo tempo simboliza os sentimentos religiosos desta população.

## Infraestrutura

### Comunicações
O sistema de telefones automáticos foi inaugurado na cidade pela Telecomunicações de São Paulo (TELESP) em 1976. Já o sistema de discagem direta à distância (DDD) foi implantado em 1981, com o código de área (0192).
Na década de 90 o código DDD da cidade foi alterado para (019), para padronização do sistema telefônico com a telefonia celular que estava sendo implantada em todo o estado.

## Religião

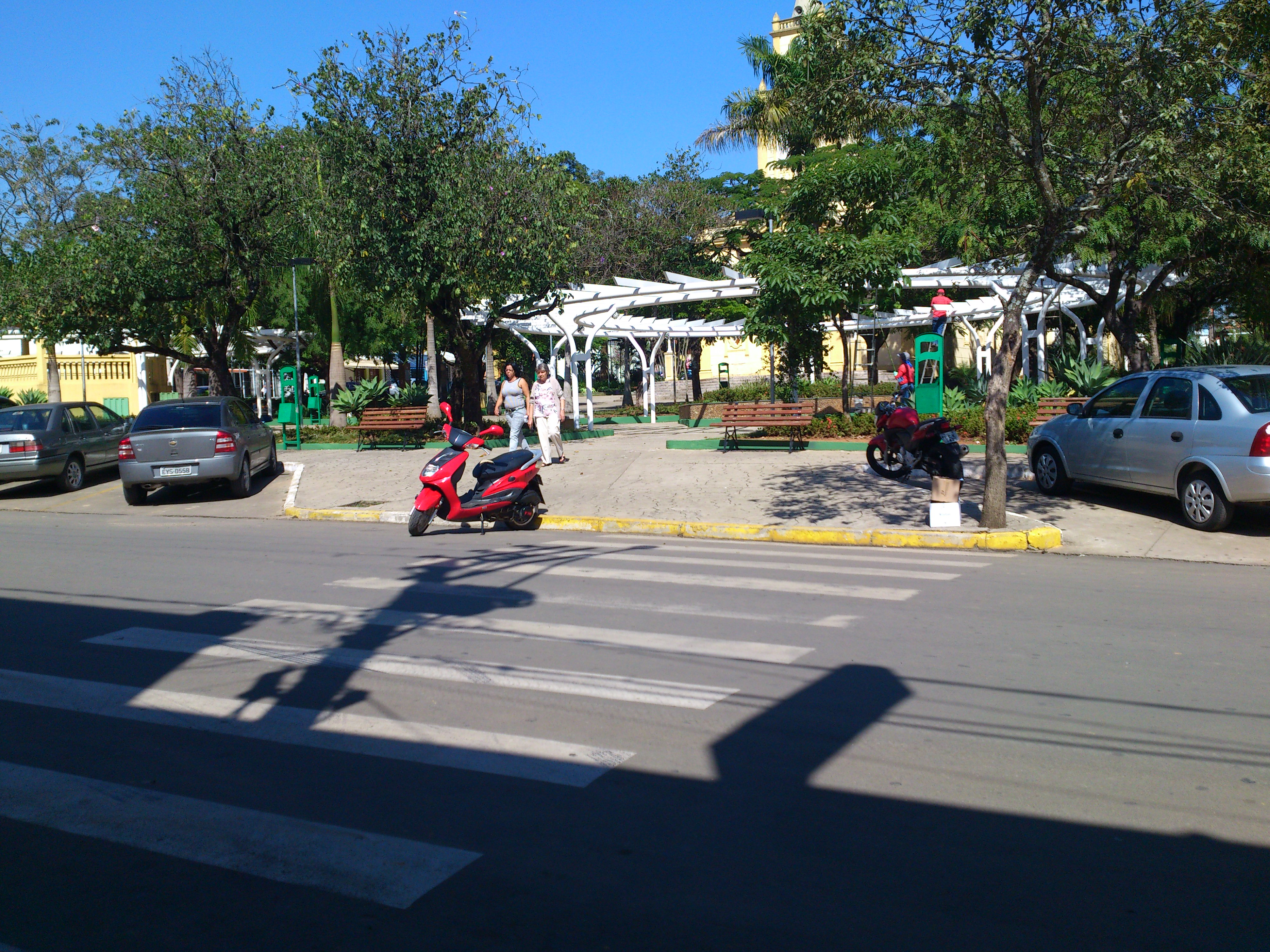
Praça da Matriz.

O Cristianismo se faz presente na cidade da seguinte forma:

### Igreja Católica
- A igreja faz parte da Arquidiocese de Campinas.[20]

### Igrejas Evangélicas
- Assembleia de Deus Ministério do Belém.[21][22]
- Congregação Cristã no Brasil.[23]